# وریلا (کنتاکی)
وریلا، کنتاکی (به انگلیسی: Varilla, Kentucky) یک منطقهٔ مسکونی در ایالات متحده آمریکا است که در شهرستان بل، کنتاکی واقع شده‌است.

## خصوصیات
وریلا ۳۱۲٫۱۲ متر بالاتر از سطح دریا واقع شده‌است.